# Матуш Малий
Матуш Малий (словац. Matúš Malý, нар. 11 липня 2001, Дунайська Стреда) — словацький футболіст, захисник клубу «Ружомберок». Виступав також за низку інших словацьких клубів та молодіжну збірну Словаччини. Володар Кубка Словаччини.

## Клубна кар'єра
Матуш Малий народився 2001 року в місті Дунайська Стреда, та є вихованцем футбольної школи місцевого клубу «ДАК 1904». У 2019 році Малий розпочав грати в основній команді клубу, проте невдовзі його віддали в річну оренду до клубу «Шаморін». У 2021 році футболіста віддали в короткострокову оренду до клубу «Сениця», а за короткий строк знову віддали в річну оренду до клубу «Шаморін».
З 2022 року Матуш Малий грає у складі клубу «Ружомберок». У складі клубу футболіст у сезоні 2023—2024 років став володарем Кубка Словаччини.

## Виступи за збірні
У 2017 році Матуш Малий дебютував у складі юнацької збірної Словаччини, загалом на юнацькому рівні взяв участь у 17 іграх.
Протягом 2021—2022 років Малий глав у складі молодіжної збірної Словаччини. На молодіжному рівні зіграв у 3 офіційних матчах.

## Титули і досягнення
- Володар Кубка Словаччини (1):

«Ружомберок»: 2023–2024